# Inkongruenz
Die Inkongruenz bezeichnet eine Nichtübereinstimmung oder ein Nichtzusammenpassen. Sie steht im Gegensatz zur Kongruenz.

## Rechtliche Bedeutung
Im Insolvenzrecht wird unter Inkongruenz die fehlende Übereinstimmung einer Leistung mit einer zuvor bestehenden Verpflichtung des Leistenden verstanden. Die Inkongruenz ermöglicht mit geringeren Voraussetzungen als bei der kongruenten Leistung eine Insolvenzanfechtung nach § 131 InsO. Im Vergleich dazu steht die kongruente Leistung, bei der höhere Hürden für die Insolvenzanfechtung bestehen.
Inkongruenzen sind auch im Steuerrecht möglich, wenn Unternehmen international tätig sind, sich die Besteuerung in verschiedenen Staaten jedoch unterscheidet. In diesem Zusammenhang wurde 2021 der § 4k EStG eingeführt.